# Douglass North
Douglass North (Cambridge, 5 novembre 1920 – Contea di Benzie, 23 novembre 2015) è stato un economista statunitense, vincitore insieme a Robert Fogel del premio Nobel nel 1993 per aver "rinnovato la ricerca in storia economica applicando la teoria economica e i metodi quantitativi al fine di spiegare il cambiamento economico e istituzionale".
North è stato uno dei massimi esponenti della New Institutional Economics, che enfatizza l'impatto delle istituzioni sui comportamenti e sui risultati economici e tende a leggere la storia economica attraverso la cosiddetta cliometria che applica le tecniche dell'analisi statistica ed econometrica. 

## Biografia
Douglass North nacque a Cambridge, nel Massachusetts, il 5 novembre 1920. Si è trasferito diverse volte da bambino a causa del lavoro di suo padre a MetLife. La famiglia viveva a Ottawa, Ontario, a Losanna, in Svizzera, a New York e a Wallingford, nel Connecticut. 
North studiò all'Ashbury College di Ottawa e alla Choate School di Wallingford. Fu accettato ad Harvard nello stesso momento in cui suo padre divenne il capo di MetLife sulla West Coast, così North scelse di frequentare l'Università della California - Berkeley. Nel 1942 si laureò in Scienze umanistiche. Anche se i suoi voti erano un po' meglio di una media "C", riuscì a completare una tripla specializzazione in scienze politiche, filosofia ed economia. Nello stesso anno, entrò nell'Accademia della Marina Mercantile degli Stati Uniti, si laureò un anno dopo e andò in mare per tre anni come ufficiale di coperta.
Obiettore di coscienza durante la seconda guerra mondiale, North divenne un navigatore della Marina Mercantile, viaggiando tra San Francisco e l'Australia. Durante quel periodo, ha studiato economia e ha iniziato a coltivare il suo hobby per la fotografia. Durante l'ultimo anno di guerra insegnò navigazione alla Maritime Service Officers' School di Alameda e lottò con la decisione se diventare un fotografo o un economista. 

## Carriera
North tornò alla UC Berkeley, dove ottenne un dottorato di ricerca in economia nel 1952. Dal 1951 al 1956, North fu assistente professore di economia all'Università di Washington, poi dal 1956 al 1960 professore associato. Nel 1960, divenne co-editore del Journal of Economic History, divulgando la cliometria (New Economic History), e dal 1960 al 1983 fu professore di economia all'Università di Washington, dove presiedette anche il dipartimento di economia dal 1967 al 1979. Successivamente ha insegnato negli atenei di Houston e Cambridge. Dal 1983 è stato docente di Economia e Storia nella Università Washington a Saint Louis.
Nel 1991 è diventato il primo storico dell'economia a vincere il John R. Commons Award, istituito dall'International Honors Society for Economics nel 1965. Una collezione di documenti di North è ospitata presso la Rubenstein Library della Duke University. 

## Vita privata

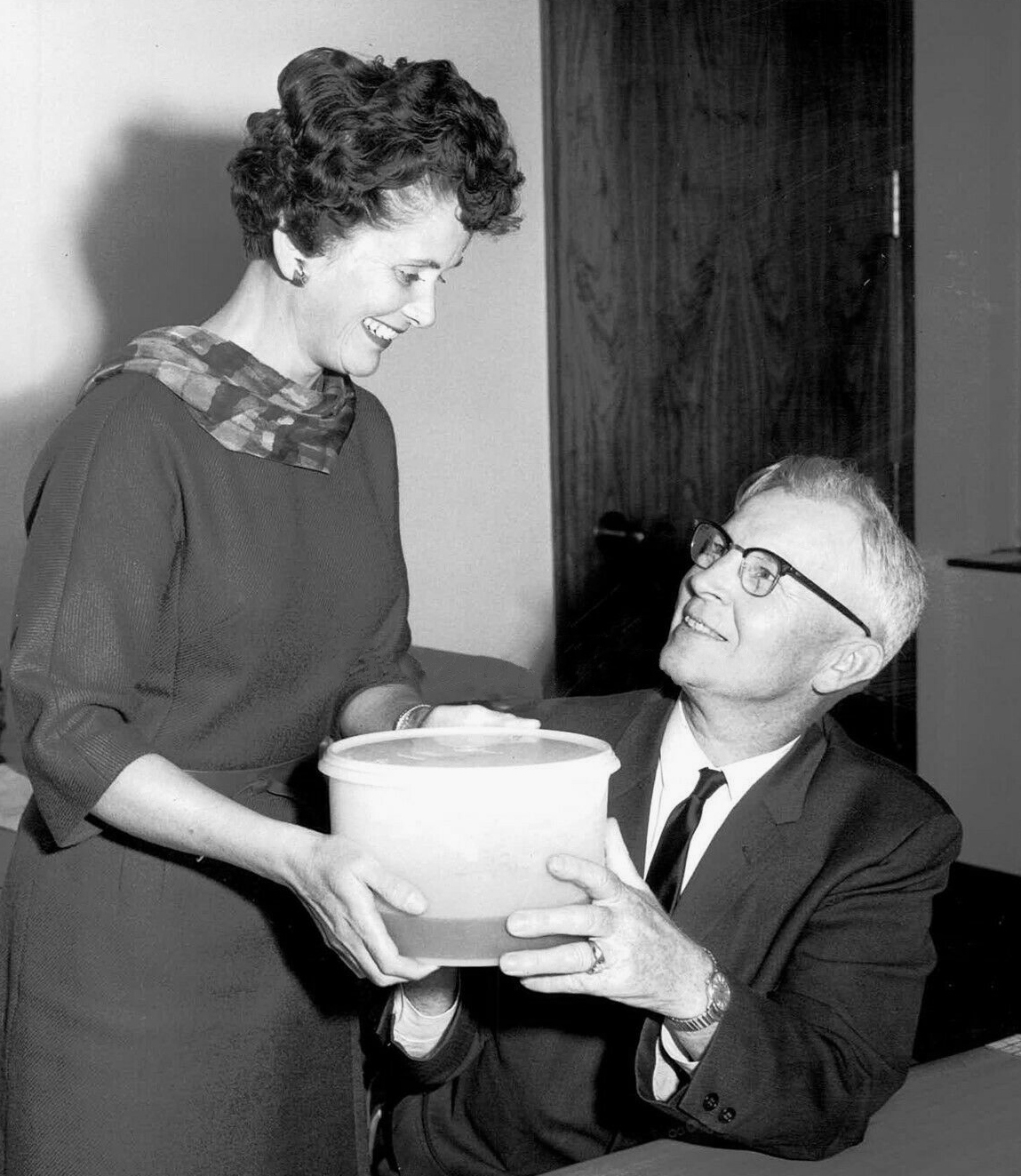
North e Heister nel 1963

North si sposò due volte. Dal suo primo matrimonio, con Lois Heister nel 1944, nacquero tre figli: Douglass Jr., Christopher e Malcolm. Durante il matrimonio, Heister divenne un noto attivista e politico. Il matrimonio finì con un divorzio. North si risposò nel 1972 con Elisabeth Case.

## Opere
- The economic growth of the United States, 1790-1860, Englewood Cliffs, N.J., Prentice-Hall, 1961.
- Growth and welfare in the American past: a new economic history, Englewood Cliffs, N.J., Prentice-Hall, 1966.
- The growth of the American economy to 1860, coautore Robert Paul Thomas, Columbia, University of South Carolina Press, 1968.
- Institutional change and American economic growth, coautori Lance Edwin Davis e Calla Smorodin, Cambridge, University Press, 1971.
- The rise of the Western world; a new economic history, coautore Robert Paul Thomas, Cambridge, University Press, 1973. Trad. italiana L'evoluzione economica del mondo occidentale, Milano, A. Mondadori, 1976.
- Structure and change in economic history, New York, Norton, 1981.
- Understanding the process of economic change, Princeton, Princeton University Press, 2005. Trad. italiana Capire il processo di cambiamento economico, Bologna, Il mulino, 2006.
- Institutions, institutional change, and economic performance, Cambridge, Cambridge University Press, 1990. Trad. italiana Istituzioni, cambiamento istituzionale, evoluzione dell'economia, Bologna, Il Mulino, 2007.
- Violence and social orders: a conceptual framework for interpreting recorded human history, coautori John Joseph Wallis e Barry R. Weingast, Cambridge, Cambridge University Press, 2009. Trad. italiana Violenza e ordini sociali: un'interpretazione della storia, Bologna, Il mulino, 2012.